# Tabaco

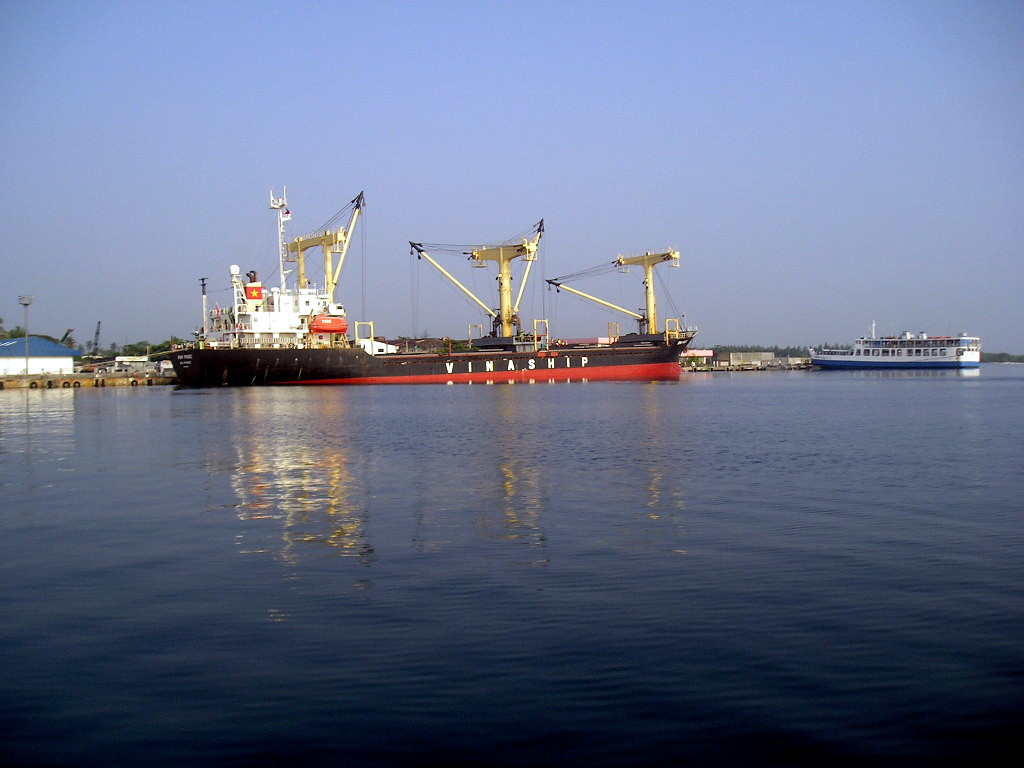
Port w Tabaco

Tabaco – miasto na Filipinach (Luzon).
Tabaco leży u podnóża wulkanu Mayon. Liczy 61 tys. mieszkańców. Jest portem przywozowym kopry.